# Shuanglang Zhen
Shuanglang Zhen (kinesiska: 双廊, 双廊镇) är en köping i Kina. Den ligger i provinsen Yunnan, i den sydvästra delen av landet, omkring 270 kilometer väster om provinshuvudstaden Kunming. Antalet invånare är 16 472. Befolkningen består av 8 021 kvinnor och 8 451 män. Barn under 15 år utgör 20,0 %, vuxna 15-64 år 70 %, och äldre över 65 år 9,0 %. Shuanglang Zhen ligger vid sjöarna  Er Hai och Erhai Lake.
Genomsnittlig årsnederbörd är 1 120 millimeter. Den regnigaste månaden är juli, med i genomsnitt 226 mm nederbörd, och den torraste är april, med 22 mm nederbörd.